# Centroberyx affinis
Centroberyx affinis is een straalvinnige vissensoort uit de familie van slijmkopvissen (Berycidae). De wetenschappelijke naam van de soort is voor het eerst geldig gepubliceerd in 1859 door Günther.